# 郵便局に関連した殺人事件の一覧
アメリカでは19世紀後半から郵便公社（USPS）の職員による殺人事件が多発し、ゴーイング・ポスタルという言葉まで生まれたが、アメリカ以外の国でも郵便局の敷地内など郵便局に関連して起こった事件によって死傷者が発生している。この記事ではそうした事件を国別・時系列順に掲載している。

## オーストラリア
- 1926年12月17日、アデレード。郵便局を解雇されたジェームズ・ハニヴァン（James Hannivan）はアデレード中央郵便局の職員に発砲して怪我を負わせ、その後自分の頭を撃って自殺した[要出典]。
- 1987年12月8日、メルボルン(クイーン・ストリート大量殺人事件（英語版）)。法学部の元学生であったフランク・ヴィトコヴィック(Frank Vitkovic)は、自殺する前に大学の友人を含むなるべく多くの人を殺そうとして午後4時20分にクイーン・ストリートのオフィスビルに侵入した。ヴィトコヴィックは銃を乱射し、8人を殺害、5人に怪我を負わせた。4時30分前後に銃をとりあげられたヴィトコヴィックは11階から飛び降りて自殺した。ヴィトコヴィックの友人は郵便局ではなく、ビルにはいっている信用組合に勤務していた。他のフロアのほとんどにはオーストラリア郵便公社がはいっていて、被害者の多くが郵便公社の職員だった。

## カナダ
- 1934年10月30日、ケベック。ロザリオ・ビラドゥー(Rosaire Bilodeau)は、ケベック郵便局の元配達人で、2回にわけて自分の家族5人を森に車で連れていき、殺害した。さらに彼は郵便局長のモリン、職員のモイーズ・ジョリクール、統括局長のオスカー・フィセたちに8発の銃弾を浴びせ、ジョリクールを殺害した。

## イラン
- 2022年5月14日、イーラーム州。モスタザファン財団（英語版）の元職員の男性が銃器で3人の職員を殺害し5人に怪我を負わせた。彼はのちに自殺している[1]。13日、

## アメリカ
- 1970年8月13日、ロサンゼルス。郵便局長のハリー・センドロウはアルフレッド・ケラム(Alfred Kellum)に背中から3発の銃弾を浴びせられた。ケラムは勤務中に酩酊していたためセンドロウから帰宅命令をだされていた。ケラムは事件から5時間後に意識不明状態で発見され、そのまま逮捕された。郵便局員の証言によると、ケラムは現場に酩酊状態で現れたという[2]。
- 1975年3月22日、ガズデン (アラバマ州)。もと郵便局員のフロイド・デイヴィッドソン（Floyd Davidson）は、ガズデン郵便局長のジェームズ・フォードとエリア責任者のエルデン・カーティス・マクドナルドを殺害し、1級殺人罪2件で起訴された[3]。
- 1980年11月4日、ニューオーリンズ。カーティス・コリンズ（Curtis Collins）は郵便局員だったが職場に不満を抱いており、スーパードームの近くにある連邦庁舎の2階で上司をハイパワーライフルで射殺し、警備員に怪我を負わせた。同僚によればコリンズはこの上司から叱責の文書をわたされていて、2日前にも上司の車のタイヤに傷をつけていた。コリンズは殺人と殺人未遂で起訴された[4]。
- 1983年8月19日、ジョンストン。郵便公社を退職したペリー・スミス（Perry Smith）は、12口径のショットガンをもってジョンストン郵便局を襲撃し、職員に向けて乱射した。郵便局長を射殺されたほか、2人の職員が怪我を負った[5]。
- 1983年12月、アニストン (アラバマ州)。53歳のジェームズ・ブルックス（James Brooks）は38口径の拳銃を手にしてアニストンの郵便局に侵入して郵便局長を殺害した。ブルックスはさらに自分の上司を追いかけ、階段で2度発砲したが、怪我を負わせるにとどまった[6]。
- 1985年3月6日、アトランタ（ジョージア州）。スティーヴン・ブラウンリー(Steven Brownlee)は12年のベテラン職員だったが、アトランタ中央郵便局での夜勤中に、22口径の拳銃を乱射し、集配所で上司と同僚を殺害し、そのほかにも複数の職員に怪我を負わせた[6]。
- 1985年11月15日、マニトウ（オクラホマ州）。39歳のフォレスト・アルバート・レフナー（Forrest Albert Reffner）は、高齢の母の代わりに郵便物がきているか確認するためマニトウ中央郵便局に来てアーヴェル・"ピート"・コナー（Arvell "Pete" Conner）と口論になり、そのまま郵便局内で射殺されてしまった。
- 1986年8月20日、エドモンド (オクラホマ州)。パートの郵便配達人だったパトリック・シェリル（Patrick Sherrill）はエドモンド郵便局で銃を乱射し、14人の郵便局員を殺害したほか6人に怪我を負わせ、最後は自らの命を絶った。これはアメリカの歴史上，職場で発生した最悪の銃撃事件であり、「ゴーイング・ポスタル」というスラングが誕生した。
- 1988年12月14日、ニューオーリンズ（ルイジアナ州）。ウォレン・マーフィー（Warren Murphy）は、服の下に12ゲージのショットガンを隠してニューオーリンズの郵便局の建物内にはいった。マーフィーはそのまま勤務したが、途中で上司といさかいを起こした後で、男子トイレにはいると、ショットガンを振り回して飛び出した。マーフィーは上司の顔に発砲して殺害し、2人の職員に怪我を負わせたと報じられている。銃撃のあとで前のガールフレンドを人質に取った。SWATのエージェントが到着し、マーフィーの上司の部屋でマーフィーを発見したがその際にエージェントも負傷したが、最終的にはマーフィーはSWATに投降した[6]。
- 1989年8月10日、エスコンディード (カリフォルニア州)。ジョン・メルリン・テイラー(John Merlin Taylor)はオレンジグレン郵便局で妻を殺し、次いで同僚2人を殺して、最後は自殺を図った。
- 1991年10月10日。元郵便局員のジョセフ・ハリス(Joseph M. Harris )はウェイン (ニュージャージー州)の元上司の自宅で、上司とパートナーを殺し、かつて勤務していたリッジウッドのニュージャージー郵便局に向かってそこで同僚2人を殺害した。「Today in Rotten History」によると、ハリスは最初UZI (SMG)と手りゅう弾、「サムライ・ソード」で武装しており、忍者服とガスマスクというコスチュームで警察と4時間半の大立ち回りをした挙句に逮捕された。ハリスは殺人罪で起訴され、終身刑の判決が下っている。
- 1991年11月14日、ロイヤルオーク (ミシガン州)。解雇された郵便局員のトーマス・マッキルベイン(Thomas McIlvane)はロイヤルオーク郵便局で銃撃事件を起こし、4人の死者を含む9人を死傷させ、その後自殺した。
- 1992年6月3日、シトラスハイツ（カリフォルニア州）60歳の郵便局員ロイ・バーンズ(Roy Barnes)は、22口径の拳銃を所持してシトラスハイツ郵便局のバックヤードにはいり、同僚たちの目の前で心臓を撃ちぬいて死亡した[6]。
- 1993年5月6日、ディアボーン (ミシガン州)。郵便局員のラリー・ジェイソン（Lary Jasion）は郵便局の車庫で1人を殺害、3人に怪我を負わせ、自殺した。
- 1993年5月6日、デイナポイント (カリフォルニア州)。元郵便局員のマーク・リチャード・ヒルブン（Mark Richard Hilbun）は、自分の家の中で、同居していた母と犬を殺した。そして、かつて勤務していた郵便局へ向かうと、職員2人発砲して1人を殺し、もう一人に怪我を負わせた。これは彼がさらに複数の人を殺傷した3日間の凶行の始まりだったが、根底には別の同僚をストーキングしたことが理由で解雇されたことへの恨みがあった[7]。
- 1994年5月4日、ピッツバーグ（ペンシルベニア州）。郵便局員のジェームズ・パラノ（James A. Paulano）は、走行する車からの発砲が偶然命中して命を落とした。
- 1995年3月21日、モントクレア（ニュージャージー州）。元郵便局員のクリストファー・グリーン（Christopher Green）は、フェアフィールド・ストリート郵便局で、郵便局員2人を含む4人を殺害し、5人に傷を負わせた。郵便局に関連した事件ではあるが、グリーンの主な動機は借金返済にあったと推察され、郵便局員時代に精神に異常を発したという兆候はみられなかった[8]。
- 1995年7月10日、シティ・オブ・インダストリー（カリフォルニア州）。25歳の郵便局員ブルース・クラーク（Bruce Clark）は、シティ・オブ・インダストリーの集配所で上司と口論になった末に上司の後頭部を殴りつけて、職場を去った。10分後に戻ってきたクラークは茶色の紙袋を手にしていた。上司から中身は何かと聞かれたクラークは、38口径のリボルバーを取り出して、至近距離から上司に向かって発砲したと報じられている。上司は上半身と顔を撃たれて死亡した。2人の職員がクラークから銃を奪い、警察が到着するまで取り押さえたatally shot a l。報道によればこの銃撃を目撃した職員は75人に及んだ[6]。
- 1996年12月1９日、ラスベガス（ネバダ州）。元職員のチャールズ・ジェニングス(Charles Jennings)は、ラスベガスの郵便施設の駐車場に行き、労使関係の専門家を射殺した。ジェニングスが捜査過程で語ったところでは、被害者はジェニングスから銃を奪い取ろうともがき、その途中で撃たれた[6]。
- 1997年9月2日、マイアミビーチ（フロリダ州）。21歳の郵便局員ヘスス・アントニオ・タマヨ（Jesus Antonio Tamayo）は、元妻と友人が並んでたっているところを射殺し、その後自殺した。
- 1997年20日、ミルウォーキー（ミルウォーキー州）。アントニー・デクリト(Anthony Deculit)は、9口径の拳銃で同僚を射殺し、上司と別の同僚に怪我をおわせ、自殺した。
- 2006年1月30日、ゴリータ (カリフォルニア州)。44歳の元郵便仕分けスタッフ、ジェニファー・サン・マルコ（Jennifer San Marco）は6人の郵便局員を殺害した（5人は即死で、もう1人も結局助からなかった）。最初に殺されたのは、7人目の被害者である元隣人だった[9]。サン・マルコは仕分け作業場で自殺した[10][11][12]。
- 2006年4月4日、ベーカーシティ (オレゴン州)。13年間郵便配達を務めたグラント・ギャラハー（Grant Gallaher）は報道によると勤務中に自宅に戻って.357マグナムのリボルバーを持ち出し、郵便局長を殺すためにベーカーシティの郵便局に車で向かっ。駐車場に着いたグラントは、上司をみつけて車で何度も轢いた。郵便局長は建物のなかに見つからなかったため、駐車場にもどって上司に（死亡が確認できるよう）至近距離で何発も発砲した。さらに上司の車のフロントガラスに３発、ボンネットにさらに3発を発砲したと報じられた[6]。
- 2006年11月28日、サンフランシスコ。39歳のジュリアス・ケヴィン・タット（Julius Kevin Tartt）はサンフランシスコのナポレオン・ストリート分室で18年勤めたが、拳銃をもって上司の自宅へ行き、家の外で後頭部から3発発砲して殺害した。現場を逃走して翌日には自殺している。捜査の初期段階から、警察はタットと上司のあいだに服務規定に関する諍いがあったことを把握していた。さらにタットは職場と上司に不満を抱いていたいたことが警察発表によりあきらかになった[6]。
- 2014年4月29日、ケネソー（ジョージア州）。19歳のゲディ・クラマー（Geddy Kramer）は12口径のセミオートのショットガン、モスバーグ930セキュリティをフェデックスンの敷地に持ち込み、6人の同僚に5発を発砲して怪我を負わせ、その後自殺を図った[13]。
- 2017年3月23日、マンシー (インディアナ州)。警察の捜査を受けていた容疑者の男が郵便局のゲートを車で突破し、警察官に向かって走行しているところを射殺された[14]。
- 2017年6月14日、サンフランシスコ。38歳のジミー・ラム(Jimmy Lam)はUPSの敷地内で同僚3人を殺害し、警察が現場に到着する直前に自殺した。被害者はほかにもおり2人が撃たれて傷を受けたほか、間接的に怪我をした者が3人いた[15]。
- 2017年12月23日、ダブリン (オハイオ州)。24歳のでデショーン・ステュワート(DeShaune Stewart） は解雇通知を受けたことの報復で上司に発砲して殺害し、郵便局長を駐車場で押し倒して頭部に大けがを負わせた[16]。
- 2021年4月15日、インディアナポリス。19歳のブランドン・スコット・ホール（英語版）(Brandon Scott Hole)は、フェデックスの敷地内でかつての同僚8人を殺害し、その後自殺した。
- 2021年10月12日、メンフィス (テネシー州)。郵便公社の配送アシスタントだったジョントラ・ハーレイ（Johntra Haley）はイースト・ラマー分室で同僚2人を殺害して自殺した[17][18]。
- 2022年10月20日、チャタヌーガ。郵便局員だった27歳のブライアン・シモンズ(Brian Simmons)は上司に発砲して殺害した。シモンズは現場からトラックで逃走し、ネイルサロンとフェデックスのオフィスに衝突した。シモンズは車内で死亡した状態で発見された。発砲した際に負った怪我が原因だった[19]。